# Колеџ Светог Саве
Колеџ Светог Саве (енгл. St. Sava College) је школа у Сиднеју, која делује у оквиру Митрополије аустралијско-новозеландска Српске православне цркве. Колеџ је примарно намењен деци чланова српске заједнице и других православних заједница (руске, грчке, јерменске), али је отворен и за све остале који су заинтересовани, нарочито у погледу коришћења спортског садржаја који Колеџ нуди.
Духовни заштитник Колеџа је Свети Сава, а покровитељи Колеџа су Александар Карађорђевић и његова супруга Катарина.
Колеџ је свечано почео са радом на Савиндан 27. јануара 2021. године.

## Историјат
У октобру 1992. године, Катарина Карађорђевић је посетила Аустралију, на позив епископа аустралијско-новозеландског Луке и том приликом је подржала пројекат оснивања Колеџа Светог Саве, који је тада био под покровитељством Друштва Светог Саве. Заоштравање сукоба у бившој Југославији је привремено одложило реализацију пројекта.
Идеја оснивања колеџа је обновљена 2000. године. Епархија је 2003. године својим средствима купила земљиште у Веровилеу у Сиднеју, за потребе изградње зграде Колеџа.
Приликом посете Аустралији 2005. године, Александар Карађорђевић и његова супруга Катарина су положили камен темељац за зграду Колеџа и прихватили се покровитељства над њим. Наредне године је одобрена дозвола за изградњу, у време избора Иринеја Добријевића за новог епископа аустралијско-новозеландског. Темељи су освештани у новембру 2007. године у присуству епископа захумско-херцеговачког Григорија.
Значајан део унутрашњих и спољних радова на згради Колеџа завршени су новембра 2020. године. Комплекс Колеџа обухвата школску зграду са учионицама, спортски објекат и капелу.
Колеџ је почео са радом на Савиндан 27. јануара 2021. године, свечаношћу којој су присуствовали епископ Митрополије аустралијско-новозеландске Силуан, премијерка Новог Јужног Велса Гладис Береџиклијан, свештеници Српске, Грчке, Руске православне цркве и Антиохијске патријаршије, као и отправника послова амбасада Републике Србије и Босне и Херцеговине у Канбери.

## Правила Колеџа
Ученици који похађају Колеџ, имају униформе.